# باسوتساك سوليافونغ
باسوتساك سوليافونغ (26 أكتوبر 1990 بلاوس - ) هو لاعب كرة قدم لاوسي في مركز الوسط. شارك مع منتخب لاوس لكرة القدم.

## روابط خارجية
- باسوتساك سوليافونغ على موقع قاعدة بيانات كرة القدم.إي يو (الإنجليزية)
- باسوتساك سوليافونغ على موقع ناشيونال فوتبول تيمز (الإنجليزية)
- باسوتساك سوليافونغ على موقع Soccerway.com (الإنجليزية)